# NGC 4550
NGC 4550 é uma galáxia lenticular (SB0) localizada na direcção da constelação de Virgo. Possui uma declinação de +12° 13' 15" e uma ascensão recta de 12 horas, 35 minutos e 30,6 segundos.
A galáxia NGC 4550 foi descoberta em 17 de Abril de 1784 por William Herschel.